# Libre-service
Pour les articles homonymes, voir Libre-service (homonymie).
Le libre-service — dans le cadre d'une transaction au détail de nature commerciale ou non — désigne à la fois :
- la faculté laissée à l'usager ou au client de choisir le ou les biens ou services exposés ou présentés ou de « se servir lui-même » avant de s'acquitter du prix affiché ou de rendre compte de la transaction effectuée ;
- le point de fourniture ou le point de vente, organisé en conséquence pour faciliter au mieux les opérations de choix, de service et le cas échéant de paiement.

## Le «libre-service» en général
La formule – au sens général du terme – laisse entendre que certains équipements ou ressources sont mis à disposition d'un public prédéterminé selon des modalités ouvertes qui en facilitent l'usage :
soit les membres d'une organisation : par exemple la photocopieuse d'une entreprise qui fonctionne pour l'usage des services et collaborateurs ;
soit un public plus ou moins large : les adhérents d'une Bibliothèque peuvent consulter les livres librement sur place. Les adhérents d'un club de sport ont librement accès aux équipements et machines disponibles.
Le succès de ce mode de fonctionnement repose sur diverses conditions :
Les usagers ou utilisateurs connaissent et sont aptes à l'usage des biens et services offerts en libre-service ;
Un minimum de confiance et de respect du bien commun existe et réduit la probabilité de comportement d'incivilité ou de vandalisme.

## Le «libre-service» appliqué au commerce
Les clients sont invités à se servir eux-mêmes (grande surface, restauration) ou par le biais d'automate de distribution (vente de carburant ou de marchandise, billetterie ou service bancaire) ou bien avant de régler leur achat à un caissier voire à une borne d'encaissement.

### La formule du magasin «libre-accès, libre-toucher»
Aristide Boucicaut popularise auprès d'une clientèle majoritairement féminine la formule du « libre accès, libre-toucher » dans son magasin du Bon Marché à Paris.
En éloignant le vendeur, le concept de magasin en « libre service » rapproche le client de la marchandise, lui confère une plus grande liberté, qui va finalement l'inciter à l'achat.
Ce type de commerce se fonde sur un modèle économique où :
1. la maîtrise des coûts est privilégiée : La formule requiert moins ou pas du tout de personnel qualifié pour servir ses clients.
2. l'aspect commercial est loin d'être abandonné puisqu'il s'agit d'optimiser de façon simultanée, dans le cadre de sa Zone de chalandise :
  - les deux composantes majeures explicatives du chiffre d'affaires (la multiplication de la fréquentation par la valeur du panier moyen d'achat).
  - l'emplacement du magasin, sa notoriété, son attractivité, et sa facilité d'accès.
  - l'assortiment, des linéaires présentés, des prix de vente pratiqués.
3. l'ambiance du point de vente vise à offrir au client selon un dosage pertinent les produits qui lui sont nécessaires, comme ceux qu'il peut acheter par association d'idée (ventes croisées) voire par franche impulsivité (produit qu'il n'achèterait sans doute pas dans d'autres circonstances).

### La formule du magasin «libre-service»
On trouve la trace des premiers magasins véritablement en libre-service aux États-Unis avant la Première Guerre mondiale.

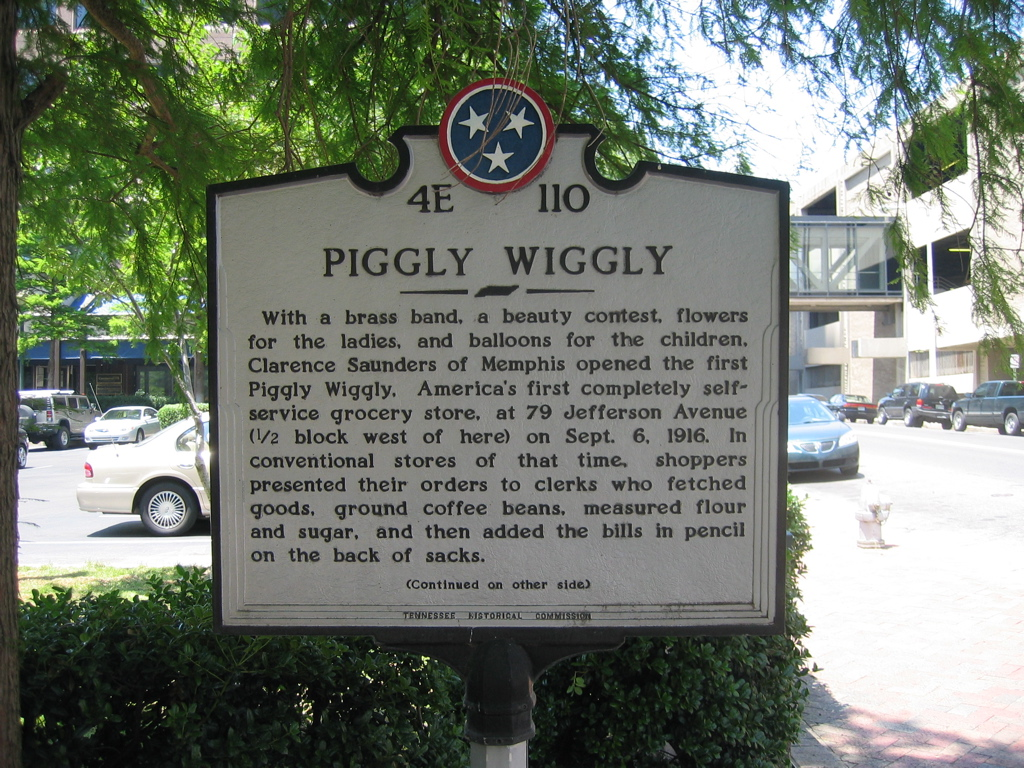
Plaque historique près de l'emplacement du premier self-service à Memphis

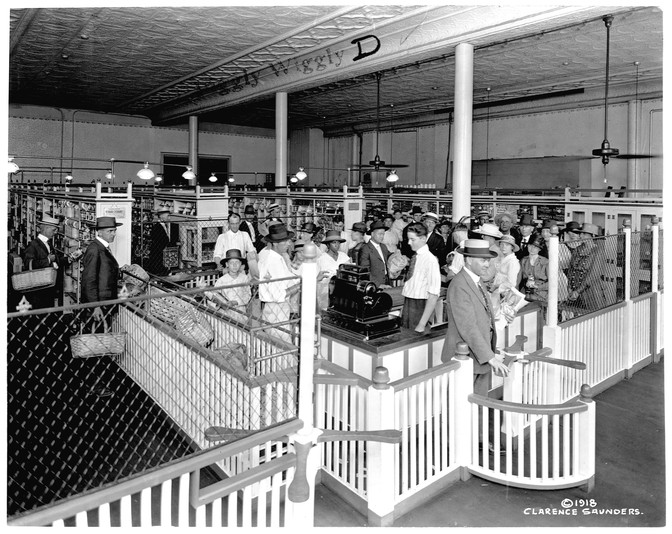
Le premier self-service en 1916 à Memphis (USA)

Le 6 septembre 1916, le premier "self-service" est ouvert au 79 Jefferson Street à Memphis. Son propriétaire, Clarence Saunders, nomme cette épicerie le Piggly Wiggly. N'y sont proposées que des marchandises préemballées et « prévendues » par la publicité. Tous les articles sont étiquetés et posés bien en vue sur des étagères et des gondoles, à portée de main des clients.
Le concept met ensuite une trentaine d'années pour se développer, se généraliser dans les années 1950 - années 1960, aux États-Unis. Woolworth, par exemple, en réponse à la pression d'un concurrent S. S. Kresge, ouvre son premier magasin self-service aux États-Unis dans les années 1950.
Il se répand ensuite à travers le monde :
- En mars 1955 à Cobham dans le Surrey,Woolworth ouvre son premier Libre-service en Angleterre.
- Le 6 juillet 1948, Goulet-Turpin ouvre le premier magasin libre-service en France, rue André Messager à Paris, dans le quartier de Montmartre.
- Le 27 octobre 1948 ouvre à Saint-Étienne le premier magasin en libre-service Casino[4].
- En 1949, Édouard Leclerc ouvre son premier magasin à Landerneau et lance par la même occasion un vaste mouvement qui conduira à la création du discount en libre-service.
- Le 1er juin 1955, le premier magasin self-service de l'Europe de l'Est communiste s'installe dans la rue Husitska, à Prague[5].
- En 1957, à Ixelles, Place Flagey (Belgique) Delhaize ouvre le premier supermarché self-service d'Europe[6].
- En 1963, Carrefour élargit la formule au point de vente de grande taille et ouvre à Sainte-Geneviève-des-Bois le premier magasin du genre, baptisé hypermarché avec une surface de vente de (2 600 m2) Puis, en 1969, Carrefour ouvre le premier hypermarché de plus de 10 000 m2 à Vénissieux.
- En 1998, ouverture à Lyon par le Groupe Casino de la première supérette entièrement automatique : « Casino 24 ».
- En 2004, pour la première fois dans l'univers du libre-service, des « discounters libre-service » gagnent des parts de marché en partie au détriment des hypermarchés.

### Les défis du «libre-service» commercial
La distribution commerciale en libre-service demeure une activité complexe et risquée :
- Le choix de l'emplacement, la fréquentation, l'attractivité et la facilité d'accès sont des paramètres vitaux.
- Les conseillers-vendeurs ont disparu de la surface de vente, pour céder la place principalement aux marchandiseurs et accessoirement aux démonstrateurs.
- Les activités d'achats et d'assortiment jouent un rôle déterminant.
- La logistique interne aussi bien en Entrepôt que dans chaque point de vente doit assurer le bon écoulement de milliers voire de dizaine de milliers de produits de diverses marques et conditionnement-présentation.
- Les produits sont vendus avec de faibles taux de marque mais doivent présenter un taux de rotation suffisant.
- Le phénomène de la démarque connue ou inconnue doit rester sous contrôle quand bien même des volumes très importants sont manutentionnés et offerts en libre-service.

Les efforts pour maîtriser l'ensemble de ces défis sont à la base de développements et de progrès importants dans les domaines de l'informatique (passage à la caisse, gestion de l'assortiment et du réassort) et de la logistique. La mise en œuvre des étiquettes autocollantes, ou des codes à barres (en 1977) a largement contribué — par une meilleure identification — à une meilleure productivité dans cette activité où les volumes traités sont considérables.

### Les automates commerciaux en «libre-service»
Une autre forme de commerce libre-service utilise les distributeurs automatiques, allant d'un simple distributeur de journaux, en passant par un distributeur de boissons réfrigérées et pouvant même aller jusqu'à une « épicerie » automatique du type Petit Casino 24.

## L'essor des services fournis en «libre-service»

### Lavage et Nettoyage en «libre-service»
De nombreuses formules mettent à disposition des services fournis par des automates. L'offre peut être proposée dans le cadre d'un point de vente ayant une vocation plus générale comme dans des points de vente dédiés, gérés par des chaînes ou enseignes spécialisées :
- les laveries automatiques mettent à disposition machines à laver, essoreuses centrifuges ou sèche-linge. Ces services sont proposés au public le plus large (laveries de quartier) ou en accès réservé (résidence ou foyer d'étudiants et de travailleurs, camping, etc.) ;
- le nettoyage automobile est offert via des portiques ou multi-programmes à brosses, ou via des équipements de lavage à haute pression.

### La restauration «libre-service»
Certains restaurants peuvent être partiellement en libre-service, en proposant les plats d'entrées sur un buffet.

### La banque «libre-service»
Le GAB (Guichet Automatique Bancaire) permet de réaliser les opérations bancaires courantes. À la différence du guichet sur internet, il intègre des fonctions de distributeur automatique de billets (DAB) permettant de faire des retraits de liquidité.

### Les vélos en «libre-service»

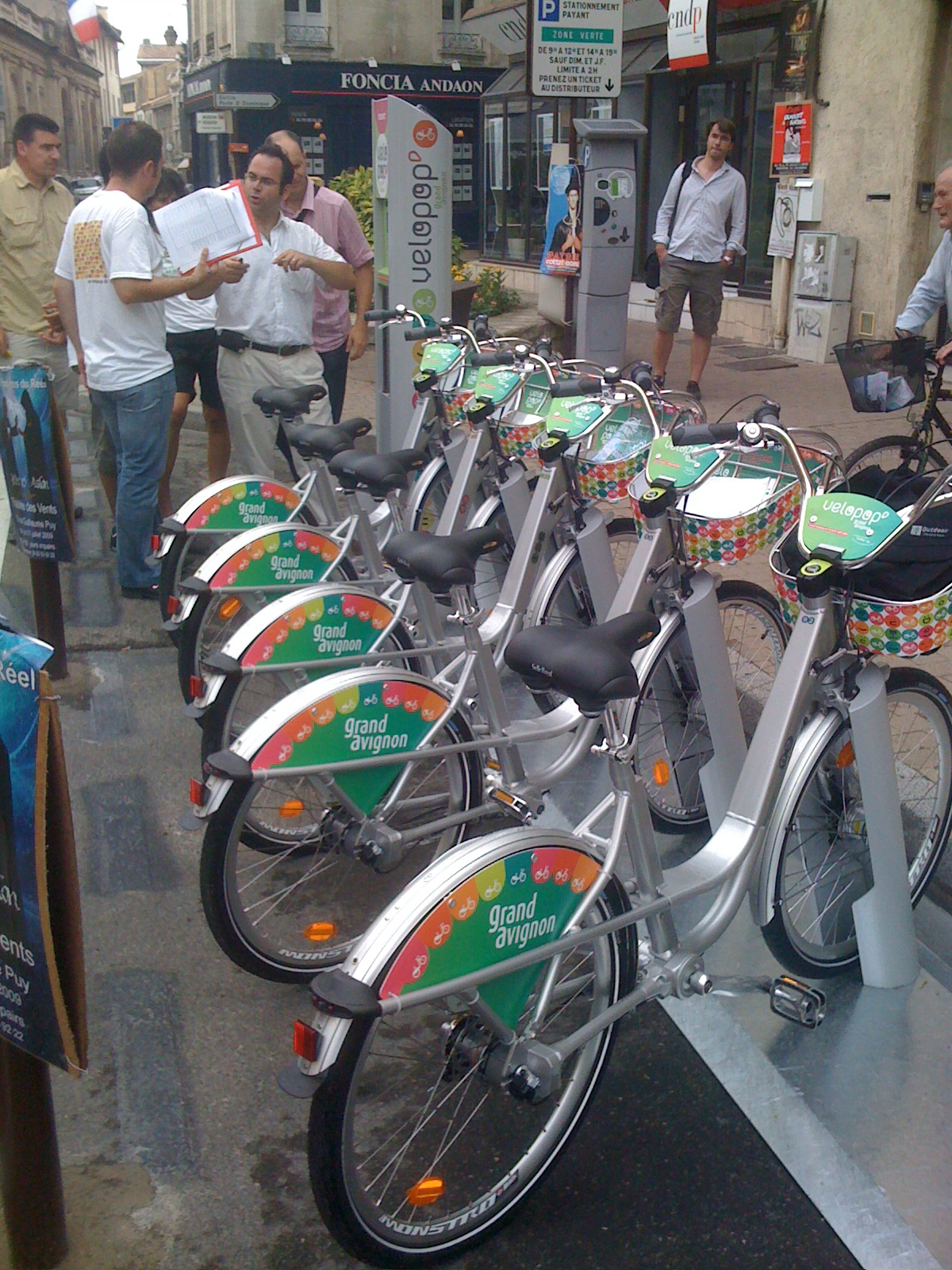
Le vélo en libre-service à Avignon

Le vélo en libre-service, appelé vélopartage, est un système de vélos partagés offrant un service de location de vélos en libre-service que l'on retrouve dans de nombreuses villes en Europe qui ont décidé de s'équiper d'un parc de stations de vélos en libre-service comme :
- Le Vélib' à Paris
- Le Vélo'v à Lyon
- STAR, le vélo à Rennes
- Le Velam à Amiens
- Le Vel'in à Calais
- Le Vélô Toulouse à Toulouse
- Citybike à Helsinki
- SmartBike à Oslo
- Villo! à Bruxelles
- Bixi à Montréal

### Les transports en commun en «libre-service»
Le billet peut être acheté en libre service (cf. Distributeur automatique de titres de transport) ce qui permet au transporteur de faire des économies sur les postes de vendeur.
Le libre-service est un mode d'exploitation des transports en commun dans lequel les voyageurs montent à bord des véhicules par toutes les portes, sans avoir à présenter leur titre de transport. Le voyageurs munis d'un ticket sont tenus de l'oblitérer eux-mêmes, grâce à des machines situées, selon le réseau, à terre ou à bord des véhicules. Les abonnés n'ont généralement aucune démarche de validation à effectuer et, dans certains réseaux comme en Suisse, il n'y a pas du tout de validation, le billet ou l'abonnement étant valide dès l'achat. Le contrôle se fait de façon aléatoire, par des équipes de contrôleurs.
- Apparu en Suisse et en Allemagne à la fin des années 1960, il est toujours en vigueur dans ces pays.
- En France, le libre service s'étend à partir des années 1970. Depuis la fin des années 1990, il est progressivement abandonné par la majorité des réseaux français, au profit de la montée par la porte avant. Il reste cependant en vigueur pour les tramways et parfois pour les autobus articulés. Il est reproché en France à cette organisation d'être responsable d'une fraude élevée ainsi que d'une mauvaise ambiance à bord des véhicules.